# Districtul Aïn Touta
Aïn Touta este un district din provincia Batna, Algeria.